# 빈프리트 크레치만
빈프리트 크레치만(Winfried Kretschmann, 1948년 5월 17일~)은 독일 녹색당 소속 정치인이다. 2006년과 2011년 선거에서 뉘르팅겐 선거구와 녹색당 주지사 후보로 출마한 바 있다. 현재 그는 주의회 녹색당 교섭단체 대표이다. 선거 결과 녹색당이 기민련에 이어 원내 제2당이 되었고, 사민당과 연정을 구성하여, 5월 12일 독일 최초의 녹색당 주지사가 되었다. 실천하는 천주교도로 보수적 가치를 지향하는 당내분파의 대표적 인물이다.

## 교육 및 직업
츠비팔텐-존더부흐에서 초등학교를, 리드링엔과 지그마리엔에서 김나지움을 다닌후 1968년 아비투어에 합격했다. 군복무후 1970년에서 1975년 사이에 호헨하임대학에서 생물교육과 화학교육을 전공했으며, 1977년 2차 국가 시험에 합격했다. 슈트투가르트와 에스링겐, 멩겐 그리고 바트 슈센기트에서 생물, 화학 및 윤리 교사로 근무했다. 1988년에서 1992년 사이에는 지그마리엔에 있는 호헨졸러른 김나지움에서 근무했다. 의원으로 활동하는 기간에는 휴직을 했다.

## 정치 활동
대학학생시절 크레치만은 여러 차례 학생회장을 역임했다. 학생시절인 1973년에서 1975년까지 서독 공산주의자 동맹 대학생그룹에서 활동하기도 했다.
그레취만은 1979/80년 바덴뷔르템베르크 녹색당 창당에 참여했으며, 1980년 최초의 녹색당소속 바덴뷔르템베르크 주의회 의원으로 선출되었으며, 1983년에는 볼프-디터 하젠클레버를 이어 교섭단체 대표가 되었다. 1982-84년에는 의석 승계자로 에스링엔 군의회 의원을 역임했다(독일은 시군의원과 주의원 또는 연방의원 겸직이 가능하다). 1986년과 1987년에는 요슈카 피셔가 장관을 맡고 있던 헤센주 환경부에서 일하기도 했다.
1988년과 1996년 2001년에 다시 주의회 의원에 당선됐다. 1996-2001년에는 주의회 환경교통상임위원회 위원장을 역임했다. 2002년 원내대표였던 디터 살로몬이 프라이부르크시 시장으로 선출되면서, 크레치만이 원내대표로 선출되었다. 그외에 그는 주 녹색당 집행위원회에 소속되어 있다.
크레치만은 2011년 바덴뷔르템베르크 주의회 선거에서 녹색당 주지사 후보였다.이 선거에서 녹색당은 24.2 % 득표와 36석으로 녹색당 주의회 선거사상 최고의 득표를 기록했다. 35석을 얻은 사민당을 따돌리고 60석을 획득한 기민련에 이어 제 2당이 되었다. 녹색당은 사민당과 연정을 구성할 가능성이 높고, 크레치만은 독일 최초의 녹색당 주지사가 될 것이다.

## 사회 활동
크레치만은 천주교 프라이부르크 대교구 교구평의회 평의원이이다. 성마틴대수도원 후원회와 독일 천주고 중앙회의, 로텐부르크-슈트투가르트 교구 아카데미 이사회의 회원이기도 하다.
그외에 예루살렘의 히브리 대학 후원회와 오버슈바벤 역사 문화 협회의 참여하고 있다. 그리고 라이츠 사격동호회에도 가입하고 있다.

## 역대 선거 결과
| 선거명      | 직책명                  | 대수 | 정당           | 득표율 | 득표수 | 결과 | 당락                         |
| ----------- | ----------------------- | ---- | -------------- | ------ | ------ | ---- | ---------------------------- |
| 2011년 선거 | 바덴뷔르템베르크의 총리 | 9대  | 동맹 90/녹색당 | 51.45% | 71표   | 1위  | 바덴뷔르템베르크 주총리 당선 |
| 2016년 선거 | 바덴뷔르템베르크의 총리 | 9대  | 동맹 90/녹색당 | 62.24% | 89표   | 1위  | 바덴뷔르템베르크 주총리 당선 |
| 2021년 선거 | 바덴뷔르템베르크의 총리 | 9대  | 동맹 90/녹색당 | 64.94% | 100표  | 1위  | 바덴뷔르템베르크 주총리 당선 |

## 같이 보기
- 녹색보수주의